# Masan Consumer
Công ty cổ phần Hàng tiêu dùng Masan hay  Masan Consumer là một trong hai công ty con của Masan Consumer Holdings - thành viên của tập đoàn Masan (Masan Group Corporation), có trụ sở đặt tại thành phố Hồ Chí Minh, Việt Nam. Masan chiếm vị trí thứ 7 trong danh sách Top 50 thương hiệu giá trị nhất Việt Nam 2016 và đứng vị trí thứ 2 trong ngành hàng tiêu dùng.
Masan Consumer sản xuất và phân phối một loạt các sản phẩm thực phẩm nhanh, bao gồm gia vị, mì ăn liền, cà phê hòa tan, ngũ cốc ăn liền, và đồ uống đóng chai. Công ty xuất khẩu sản phẩm của mình tại Hoa Kỳ, Canada, Pháp, Liên bang Nga, Cộng hòa Séc, Ba Lan, Đức, Nhật Bản, Trung Đông, Lào, và Campuchia. Tổng công ty tiêu dùng Masan, mà trước đây gọi là Công ty Cổ phần Thực phẩm Masan đã được đổi tên vào tháng 8 năm 2011. Công ty được thành lập vào năm 2000 và có trụ sở tại Thành phố Hồ Chí Minh, Việt Nam. Công ty cổ phần Hàng tiêu dùng Masan hoạt động như một công ty con của Công ty TNHH Masan Consumer Holdings (MCH).

## Tổng quát
Giá trị thương hiệu của Masan Consumer được định giá khoảng 305 triệu USD, tăng 113% và được xem là công ty có tỷ lệ phần trăm tăng trưởng mạnh nhất. Hiện nay (2016), Masan chiếm lĩnh tại Việt Nam gần 70% thị phần nước mắm, hơn 70% thị phần nước tương và 40% thị phần cà phê hòa tan... Doanh thu của Masan Consumer trong 6 tháng đầu năm 2016 đạt 5.804 tỷ đồng.

## Quá trình phát triển
Masan khởi đầu lĩnh vực thực phẩm vào năm 1996 khi thành lập CTCP Công nghệ - Kỹ nghệ - Thương mại Việt Tiến, chuyên về gia vị.
Năm 2000, thành lập công ty CTCP Công nghiệp và XNK Minh Việt, chuyên hoạt động trong lĩnh vực thương mại và xuất nhập khẩu.
Năm 2002, sản phẩm đầu tiên của Masan được tung ra thị trường: Nước tương Chin-su.
Năm 2003, sáp nhập công ty Việt Tiến và công ty Minh Việt, đổi tên thành CTCP Công nghiệp - Thương mại Ma San. Trong năm này tung ra thị trường sản phẩm nước mắm cao cấp Chin-su.
Trong năm 2007, công ty giới thiệu một loạt sản phẩm như nước tương Tam Thái Tử, nước mắm Nam Ngư và mì ăn liền Omachi.
Năm 2008, CTCP Công nghiệp - Thương mại Masan đổi tên CTCP Thực phẩm Masan (Masan Food).
Năm 2011, CTCP Thực phẩm Masan đổi tên thành CTCP Hàng tiêu dùng Masan (Masan Consumer). Trong năm này, Masan Consumer đã thực hiện phát hành riêng lẻ 10% cổ phần với giá 159 triệu USD cho quỹ đầu tư Kohlberg Kravis Roberts & Co. của Mỹ, qua đó định giá công ty ở mức 1,6 tỷ USD.
Cuối năm 2011, Masan Consumer đã bỏ ra hơn 50 triệu USD để mua lại cổ phần chi phối của Công ty Cổ phần Vinacafé Biên Hòa. Đây là bước đi đánh dấu sự mở rộng của công ty ra ngoài lĩnh vực thực phẩm.
Cuối năm 2015, Masan ký kết đối tác chiến lược với Singha Asia Holdings Pte.,Ltd (Thái Lan), tuyên bố sẽ mở rộng thị trường kinh doanh thực phẩm và đồ uống ra các nước ASEAN. Theo giao dịch giữa 2 bên, Masan sẽ nhận 1,1 tỷ USD, còn Singha được sở hữu 25% cổ phần Masan Consumer Holdings và 33,3% cổ phần Masan Brewery. Cuối tháng 9/2016, chỉ trong vòng 9 tháng kể từ ngày hợp đồng với Singha được ký, Masan tung sản phẩm nước mắm với tên gọi "Chin-Su Yod Thong" cho thị trường Thái Lan.
Sự kiện tương ớt Chin-Su chính thức có mặt và nhập khẩu vào thị trường Nhật Bản nằm trong khuôn khổ Ngày Hội ẩm thực Việt Nam "Vietnam Food Day" tại thành phố Osaka do Tổng lãnh sự Việt Nam tổ chức sáng ngày 3 tháng 8 năm 2019. Qua quá trình kiểm tra, công ty đánh giá tương ớt Chin-Su khá đậm đà. Việc nhập khẩu nhằm cung ứng cho cộng đồng người Việt tại Nhật cũng như để cung cấp một loại gia vị mới cho người Nhật trong các bữa ăn và chế biến thực phẩm.
Ngoài tương ớt Chin-Su, công ty còn nhập thêm nước mắm Nam Ngư, cà phê hòa tan Vincafe Biên Hòa. Phó tổng giám đốc Masan Consumer - ông Phạm Hồng Sơn nhìn nhận, Nhật Bản là thị trường tiềm năng. "Công ty đã mất một thời gian dài để tìm hiểu và nghiên cứu sâu về ẩm thực cũng như đặc tính các món ăn, cách ăn và khẩu vị của người Nhật. Sản phẩm lần này dành riêng cho thị trường Nhật, phù hợp với khẩu vị và các tiêu chuẩn của Nhật Bản", ông Sơn nói. Theo mục tiêu của Masan Consumer, đến năm 2010, tương ớt Chin-Su sẽ trở thành một trong 10 thương hiệu tương ớt mạnh nhất thế giới, góp phần đưa nông sản chế biến kỹ thuật cao của Việt Nam ra quốc tế.
Thánh 12-2019, Masan đã sáp nhập VinCommerce của Vingroup và đổi tên các chuỗi cửa hàng VinMart thành WinMart. Tương tự, VinMart+ cũng đã được đổi thành WinMart+.

## Các thương hiệu

### Mảng thực phẩm
- Nam Ngư
- Chinsu
- Tam Thái Tử
- Omachi
- Kokomi
- Tiến Vua
- Ponnie
- Heo Cao Bồi
- Sagami

### Mảng đồ uống
- Wakeup 247
- Vinacafe
- Bfast
- Compact
- Ruby
- Vivant
- Vĩnh Hảo
- Sư Tử Trắng
- Hổ Vằn
- Bupnon Tea 365

### Mảng bán lẻ
- VinCommerce (WinMart, WinMart+)
- Meatdeli

### Mảng nông nghiệp
- Anco
- Biozeem
- Vineco
- Vissan

### Mảng ngân hàng
- Techcombank

### Mảng viễn thông
- Mạng di động ảo WINTEL